# 오픈웹
오픈웹(Open Web)은 윈도우와 인터넷 익스플로러를 통해서만 이용할 수 있는 대한민국의 전자정부와 온라인 뱅킹 서비스를 대상으로 서비스를 웹 표준에 맞도록 개선할 것과 오페라, 크롬, 파이어폭스, 사파리 등 인터넷 익스플로러를 사용하지 않는 사용자를 위한 지원을 제공할 것을 요구하는 대한민국의 모임으로, 고려대학교 법과대학 김기창 교수가 2006년에 설립하였다. 대한민국의 대부분 웹 페이지 암호화는 ActiveX로 구현이 되어있는데, 이것에 대해 금융감독위원회는 보안 문제 때문에 이를 사용한다고 하였지만, 이미 SSL 등의 다양한 범용 암호화 기술이 있는 상황에서 ActiveX로 암호화를 구현하는 것은 시대에 뒤떨어지는 기술이라고 주장했다. 2013년 3월 14일부터 오픈넷과 통합하여 운영된다.

## 소송
금융결제원에 대한 소송에서는 오픈웹이 최소기준으로 제시한 '윈도우, 우분투 6.06 이상, OS X 이상의 환경에서 파이어폭스 1.5 이상'에서의 인터넷뱅킹을 사용할 수 있도록 요구하였으나, 금융결제원이 이를 거부했다.
이로 인해 오픈웹에서 금융결제원에 소송을 제기하였으나, 2008년 7월 24일 1심에서 패소하였고, 2009년 3월 25일 항소심에서도 패소하였고, 2009년 10월 9일 상고심에서도 패소하였다.

## DDoS 공격
2009년 4월 5일부터 약 일주일가량 오픈웹을 대상으로 UDP flood attack을 통한 디도스 공격이 있었다.

## 같이 보기
- 대한민국의 웹 호환성 문제
- 김기창
- 오픈넷